# 644 (szám)
A 640 (római számmal: DCXLIV) egy természetes szám.

## A szám a matematikában
A tízes számrendszerbeli 644-es a kettes számrendszerben 1010000100, a nyolcas számrendszerben 1204, a tizenhatos számrendszerben 284 alakban írható fel.
A 644 páros szám, összetett szám, kanonikus alakban a 22 · 71 · 231 szorzattal, normálalakban a 6,44 · 102 szorzattal írható fel. Tizenkét osztója van a természetes számok halmazán, ezek növekvő sorrendben: 1, 2, 4, 7, 14, 23, 28, 46, 92, 161, 322 és a 644.
Harshad-szám.
Perrin-szám.